# Mejor Defensor de la Euroliga

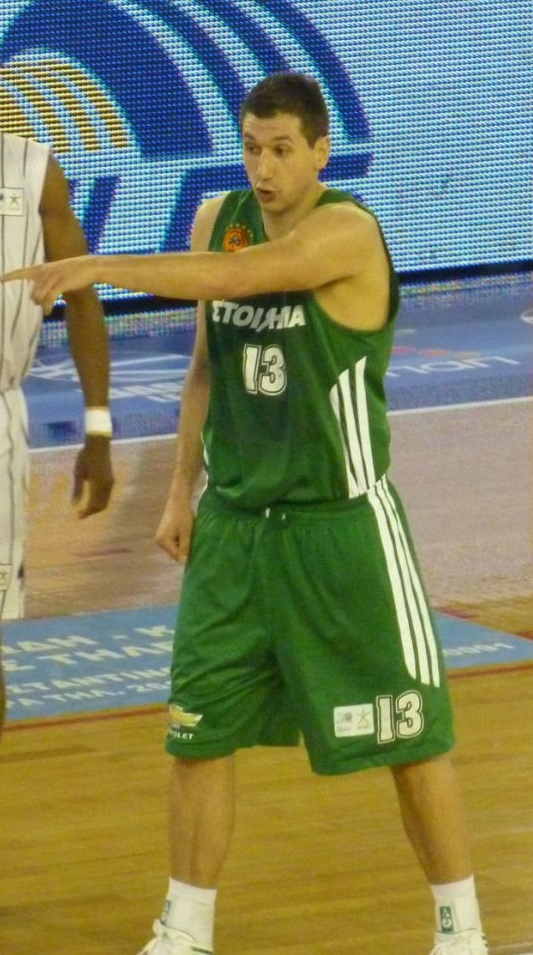
Dimitris Diamantidis, ganador en 6 ocasiones.

El Mejor Defensor de la Euroliga es el premio que recibe el jugador que ha sido más defensivo. El galardonado con este premio es elegido por los entrenadores de la Euroliga.
El jugador griego del Panathinaikos, Dimitris Diamantidis ha ganado las seis ediciones, cinco de ellas de forma consecutiva.
Este premio se instauró por primera vez en la temporada 2004-2005, y en esa misma temporada también incluyeron el MVP de la Euroliga.

## Palmarés
| Temporada | Posición  | Jugador              | Club           | Ref.   |
| --------- | --------- | -------------------- | -------------- | ------ |
| 2004–05   | Escolta   | Dimitris Diamantidis | Panathinaikos  |        |
| 2005–06   | Escolta   | Dimitris Diamantidis | Panathinaikos  |        |
| 2006–07   | Escolta   | Dimitris Diamantidis | Panathinaikos  |        |
| 2007–08   | Escolta   | Dimitris Diamantidis | Panathinaikos  | [ 1 ]  |
| 2008–09   | Escolta   | Dimitris Diamantidis | Panathinaikos  | [ 2 ]  |
| 2009–10   | Ala-Pívot | Victor Khryapa       | CSKA Moscú     | [ 3 ]  |
| 2010–11   | Escolta   | Dimitris Diamantidis | Panathinaikos  | [ 4 ]  |
| 2011–12   | Alero     | Andrei Kirilenko     | CSKA Moscú     | [ 5 ]  |
| 2012–13   | Pívot     | Stephane Lasme       | Panathinaikos  | [ 6 ]  |
| 2013–14   | Pívot     | Bryant Dunston       | Olympiacos     | [ 7 ]  |
| 2014–15   | Pívot     | Bryant Dunston       | Olympiacos     | [ 8 ]  |
| 2015–16   | Pívot     | Kyle Hines           | CSKA Moscow    | [ 9 ]  |
| 2016-17   | Alero     | Adam Hanga           | Saski Baskonia | [ 10 ] |
| 2017–18   | Pívot     | Kyle Hines           | CSKA Moscow    | [ 11 ] |
| 2018–19   | Pívot     | Edy Tavares          | Real Madrid    | [ 12 ] |
| 2020–21   | Pívot     | Edy Tavares          | Real Madrid    | [ 13 ] |
| 2021–22   | Pívot     | Kyle Hines           | Olimpia Milano | [ 14 ] |
| 2022–23   | Pívot     | Edy Tavares          | Real Madrid    | [ 15 ] |
| 2023–24   | Base      | Thomas Walkup        | Olympiacos     | [ 16 ] |
| 2024–25   | Base      | Nick Weiler-Babb     | Bayern Munich  | [ 17 ] |

### Múltiples honores
| Veces | Jugador              |
| ----- | -------------------- |
| 6     | Dimitris Diamantidis |
| 3     | Edy Tavares          |
| 3     | Kyle Hines           |
| 2     | Bryant Dunston       |
| 1     | Andrei Kirilenko     |
| 1     | Víktor Khryapa       |
| 1     | Stephane Lasme       |
| 1     | Adam Hanga           |
| 1     | Thomas Walkup        |
| 1     | Nick Weiler-Babb     |

| Veces | País       |
| ----- | ---------- |
| 7     | Grecia     |
| 3     | USA        |
| 3     | Cabo Verde |
| 2     | Rusia      |
| 2     | Armenia    |
| 1     | Gabón      |
| 1     | Hungría    |

| Veces | Club           |
| ----- | -------------- |
| 7     | Panathinaikos  |
| 4     | CSKA Moscow    |
| 3     | Real Madrid    |
| 3     | Olympiacos     |
| 1     | Baskonia       |
| 1     | Olimpia Milano |
| 1     | Bayern Munich  |